# Souclin
Souclin är en kommun i departementet Ain i regionen Auvergne-Rhône-Alpes i östra Frankrike. Kommunen ligger  i kantonen Lagnieu som ligger i arrondissementet Belley. Kommunens areal är 13,19 km². År 2022 hade Souclin 263 invånare.

## Befolkningsutveckling
Antalet invånare i kommunen Souclin
Referens: INSEE